# 愛加あゆ
愛加 あゆ（まなか あゆ、1987年10月18日 - ）は、日本の女優。元宝塚歌劇団雪組トップ娘役。
富山県富山市、文京区立第七中学校出身。身長161cm。血液型A型。愛称は「あゆ」、「あゆっち」、「れな」。
所属事務所はワタナベエンターテインメント。

## 来歴
2003年、宝塚音楽学校入学。
2005年、宝塚歌劇団に91期生として入団。入団時の成績は4番。花組公演「マラケシュ・紅の墓標／エンター・ザ・レビュー」で初舞台。その後、雪組に配属。
愛くるしい笑顔で早くから注目を集め、2009年、水夏希・愛原実花トップコンビ大劇場お披露目となる「ロシアン・ブルー」で、新人公演初ヒロイン。その後も3度に渡って新人公演ヒロインを務める。
2010年、音月桂トップお披露目となる「はじめて愛した」（ドラマシティ・日本青年館公演）で、東上公演初ヒロイン。
2011年の「ニジンスキー」（バウホール・日本青年館公演）で、2度目の東上公演ヒロイン。
2012年12月25日付で雪組トップ娘役に就任。壮一帆の相手役として、翌年の「ベルサイユのばら」でトップコンビ大劇場お披露目。マリー・アントワネット役を演じる。
2014年8月31日、「一夢庵風流記 前田慶次／My Dream TAKARAZUKA」東京公演千秋楽をもって、宝塚歌劇団を壮と同時退団。
退団後はワタナベエンターテインメント所属となり、舞台を中心に活動を続けている。

## 人物
宝塚入団前には子役としてドラマやCMに出演していた経験がある。
実姉は元星組トップ娘役の夢咲ねねであり、同時期に姉妹が揃ってトップ娘役を務めるのは、宝塚史上初のこととなった。

## 宝塚歌劇団時代の主な舞台

### 初舞台
- 2005年3 - 5月、花組『マラケシュ・紅の墓標』『エンター・ザ・レビュー』（宝塚大劇場のみ）[8]

### 雪組時代
- 2005年6 - 10月、『霧のミラノ』『ワンダーランド』
- 2005年11 - 12月、『DAYTIME HUSTLER』（バウホール・日本青年館） - サリー
- 2006年2 - 5月、『ベルサイユのばら-オスカル編-』 - 新人公演：ルルー（本役：花夏ゆりん）
- 2006年7月、『Young Bloods!!-魔夏の吹雪-』（バウホール） - 愛美
- 2006年9 - 12月、『堕天使の涙』 - 新人公演：イヴェット（本役：大月さゆ）『タランテラ!』
- 2007年2 - 3月、『ノン ノン シュガー!!』（バウホール） - ビビ
- 2007年5 - 8月、『エリザベート』 - 娼婦、新人公演：家庭教師（本役：山科愛）
- 2007年10月、『シルバー・ローズ・クロニクル』（ドラマシティ・日本青年館） - ドーリー
- 2008年1 - 3月、『君を愛してる-Je t'aime-』 - 新人公演：アブリコ（本役：悠月れな）『ミロワール』
- 2008年5 - 6月、『外伝 ベルサイユのばら-ジェローデル編-』『ミロワール』（全国ツアー）
- 2008年8 - 11月、『ソロモンの指輪』『マリポーサの花』 - 新人公演：ブランカ（本役：舞羽美海）
- 2008年12 - 2009年1月、『カラマーゾフの兄弟』（ドラマシティ・赤坂ACTシアター） - リーズ
- 2009年3 - 5月、『風の錦絵』『ZORRO 仮面のメサイア』 - ディケアミス、新人公演：エレナ（本役：大月さゆ）
- 2009年7 - 10月、『ロシアン・ブルー』 - タチヤーナ・エセーニナ、新人公演：イリーナ・クズネツォワ（本役：愛原実花）『RIO DE BRAVO!!（リオ デ ブラボー）』 新人公演初ヒロイン[6][7][2][3][8]
- 2010年2 - 4月、『ソルフェリーノの夜明け』 - ロザンナ、新人公演：アンリエット（本役：愛原実花）『Carnevale（カルネヴァーレ）睡夢（すいむ）』 新人公演ヒロイン[6][7][8]
- 2010年6 - 9月、『ロジェ』 - ドミニク、新人公演：マリア（本役：舞羽美海）『ロック・オン!』
- 2010年10 - 11月、『はじめて愛した』（ドラマシティ・日本青年館） - レイチェル・プランシェ 東上初ヒロイン[9][3][8]
- 2011年1 - 3月、『ロミオとジュリエット』 - 新人公演：ジュリエット（本役：舞羽美海／夢華あみ） 新人公演ヒロイン[6][7][8]
- 2011年4 - 5月、『ニジンスキー-奇跡の舞神-』（バウホール・日本青年館） - ロモラ・ド・プルツキー 東上ヒロイン[10][3][8]
- 2011年7月、『ハウ・トゥー・サクシード』（梅田芸術劇場） - スミティ[7][3]
- 2011年9 - 11月、『仮面の男』 - コンスタンス、新人公演：アンヌ王太后（本役：梨花ますみ）『ROYAL STRAIGHT FLUSH!!』
- 2012年1月、『インフィニティ-限りなき世界-』（バウホール）
- 2012年3 - 5月、『ドン・カルロス』 - エボリ公女、新人公演：フェリア公女（本役：麻樹ゆめみ）『Shining Rhythm!』[3]
- 2012年7 - 8月、『フットルース』（梅田芸術劇場・博多座） - ラスティ[7]
- 2012年10 - 12月、『JIN-仁-』 - 野風『GOLD SPARK!-この一瞬を永遠に-』[3]

### 雪組トップ娘役時代
- 2013年2月、『若き日の唄は忘れじ』 - ふく『Shining Rhythm!』（中日劇場） トップお披露目公演[7][3][11][8]
- 2013年4 - 7月、『ベルサイユのばら-フェルゼン編-』 - マリー・アントワネット 大劇場トップお披露目公演[7][3][8]
- 2013年8 - 9月、『若き日の唄は忘れじ』 - ふく『ナルシス・ノアールII』（全国ツアー）
- 2013年11 - 2014年2月、『Shall we ダンス?』 - ジョセリン・ハーツ『CONGRATULATIONS 宝塚!!』 初エトワール
- 2014年3 - 4月、『心中・恋の大和路』（ドラマシティ・日本青年館） - 梅川[3]
- 2014年3 - 4月、月組『TAKARAZUKA 花詩集100!!』（宝塚大劇場） Wエトワール[注釈 1]
- 2014年6 - 8月、『一夢庵風流記 前田慶次』 - まつ『My Dream TAKARAZUKA』 退団公演[2][3]

### 出演イベント
- 2005年12月、『花の道 夢の道 永遠の道』
- 2009年6月、『百年への道』（コーラス）
- 2009年11月、音月桂ディナーショー『The K-ing. DOM-進化するK-』[12]
- 2009年12月、タカラヅカスペシャル2009『WAY TO GLORY』
- 2010年12月、タカラヅカスペシャル2010『FOREVER TAKARAZUKA』
- 2011年12月、タカラヅカスペシャル2011『明日に架ける夢』
- 2013年10月、第52回『宝塚舞踊会』[13]
- 2014年4月、宝塚歌劇100周年 夢の祭典『時を奏でるスミレの花たち』

## 宝塚歌劇団退団後の主な活動

### 舞台
- 2015年2月、『ON AIR〜夜間飛行〜』（Zeppブルーシアター六本木） - アヤ[2]
- 2015年4月、『星の王子さま』（DDD AOYAMA CROSS THEATER） - キツネ[14]
- 2015年9 - 10月、『嫌われる勇気』（赤坂RED/THEATER） - 下村沙織[14]
- 2015年10 - 11月、『錆びつきジャックは死ぬほど死にたい』（CBGKシブゲキ!!） - ケイト
- 2016年3 - 4月、『GEM CLUB』（シアタークリエ・サンケイホールブリーゼ・愛知県芸術劇場）[15]
- 2016年4 - 5月、『FAIRY TAIL』（サンシャイン劇場、上海公演） - ルーシィ・ハートフィリア[16]
- 2016年8月、『王家の紋章』（帝国劇場・梅田芸術劇場） - ミタムン[17]
- 2016年10月、『瀧廉太郎の友人、と知人とその他の諸々』（草月ホール） - 幸田幸[18]
- 2017年4 - 5月、『王家の紋章』（帝国劇場・梅田芸術劇場） - ミタムン[19]
- 2017年7 - 8月、『グランギニョル』（サンシャイン劇場・ドラマシティ） - フリーダ・デリコ[20]
- 2017年11月、『デパート!』（三越劇場） - マリ[21]
- 2018年2 - 4月、『ブロードウェイと銃弾』（日生劇場・梅田芸術劇場・博多座） - エレン[22]
- 2018年4月、『GJ』（赤坂RED/THEATER）
- 2018年8 - 9月、『マリーゴールド』（サンシャイン劇場・ドラマシティ） - エリカ[23]
- 2018年10 - 11月、『深夜食堂』（シアターサンモール） - 明太子[24]
- 2019年3月、『KAKAI歌会2019』（三越劇場）[25]
- 2019年7月、『中村雅俊45thアニバーサリー公演』（明治座） - 君江[25]
- 2019年10 - 11月、『PSYCHO-PASS サイコパス Chapter1-犯罪係数-』（ステラボール） - 唐之杜志恩[26]
- 2020年2月、『ラヴ・レターズ』（PARCO劇場）- メリッサ
- 2020年3月、『星の大地に降る涙 THE MUSICAL』（舞浜アンフィシアター） - アンジュリ[27]
- 2020年11 - 12月、『Now. Here. This.』（博品館劇場・東松山市民文化センター・TTホール・ウインクあいち）- スーザン
- 2021年5 - 6月、『ブロードウェイと銃弾』（日生劇場・KOBELCO大ホール・オーバード・ホール・高崎芸術劇場） - エレン[28]
- 2021年8月、『エニシング・ゴーズ』（明治座） - ホープ・ハーコート[29]
- 2022年1 - 2月、『ヴェラキッカ』（東京建物 Brillia HALL・WWホール） - ジョー・ヴェラキッカ[30]
- 2022年3 - 4月、『あなたの初恋探します』（浅草九劇）[注釈 2][31]- イ・ユナ
- 2022年5 - 6月、『ボーイング・ボーイング』（自由劇場・京都劇場） - ジュディス[32]
- 2022年8 - 9月、『ピピン』（東急シアターオーブ・オリックス劇場） - キャサリン[33]
- 2023年2 - 3月、『CLUB SEVEN 20th Anniversary』（シアタークリエ・ドラマシティ）
- 2023年4 - 5月、『BACK BEAT』（ 東京建物 Brillia HALL・兵庫県立芸術文化センター・熊本市民会館・枚方市総合文化芸術センター・江戸川区総合文化センター）- アルトリッド・キルヒヘア
- 2023年8 - 9月、『ビートルジュース』（新橋演舞場・御園座・大阪松竹座）[34] - バーバラ
- 2023年10 - 11月、『Greatest Dream』（東京建物 Brillia HALL・梅田芸術劇場）[35]
- 2023年12 - 2024年1月、『The Agent』（よみうりホール・阪急中ホール）[注釈 3][36]- ライラ・サマーズ
- 2024年9 - 10月、『マリオネットホテル』（サンシャイン劇場・サンケイホールブリーゼ） - ジョー・ヴェラキッカ[37][38]
- 2025年1 - 3月、『ケイン&アベル』（東急シアターオーブ・新歌舞伎座） - ケイト・ブルックス[39]
- 2025年5 - 6月、『ビートルジュース』（日生劇場・新歌舞伎座） - バーバラ[40]
- 2025年7 - 8月、『LIGHT YEARS -幾光年- The Musical』（I'M A SHOW）[41]

### ドラマ
- 横山秀夫サスペンス 密室の抜け穴（2003年5月5日、TBS） - 東出希
- カサネ第3話（2015年3月17日、テレビ東京） - 扇塚桂[1]
- シメシ（2015年6月21日 - 7月13日、毎日放送） - 池山樹理[42]
- 女の勲章（2017年4月15日、フジテレビ） - 弓枝
- 今夜もLL（LIVE&LOVE）Episode2〜君の瞳に花束を（2017年5月10日 - 5月31日、TOKYO-MX） - 逢沢ゆき
- はぐれ署長の殺人急行4（2018年、TBS） - 小野寺涼花
- 中学聖日記（2018年、TBS） - 駒形真希子
- 東京男子図鑑（2020年4月30日 - 7月2日、関西テレビ、中国アジア配信（日中共同制作）） − 葉月里香
- おじさんはカワイイものがお好き。（2020年8月13日 - 9月10日、日本テレビ系列） - 臼間未来
- コトコト〜おいしい心と出会う旅〜 富山編（2024年12月 NHK BS／BSプレミアム4K 、2025年NHK総合）- 崎森優子

## 受賞歴
- 2010年、『阪急すみれ会パンジー賞』 - 新人賞[43]